# Manettia dubia
Manettia dubia é uma espécie de dicotiledónea pertencente à família Rubiaceae, descrita em 1919.